# 古城东站
古城东站是位于中国安徽省亳州市谯城区古城镇前薛村的一座铁路车站，现有京港高速铁路商合段经过该站，站房中心里程为DK106+415，2019年12月1日启用，现由中国铁路上海局集团阜阳北直属站管辖。

## 车站结构
古城东站站房面积3000平方米，属于线侧下式站房，最多可同时容纳300人。
| 站房 | 候车室   | 候车厅、检票口、地道                  |
| 站台 | 侧式站台 | 侧式站台                              |
| 站台 | 1站台    | 商杭客运专线 往杭州东方向（太和东站） |
| 站台 | 正线     | 商杭客运专线下行列车通过线            |
| 站台 | 正线     | 商杭客运专线上行列车通过线            |
| 站台 | 2站台    | 商杭客运专线 往商丘方向（亳州南站）   |
| 站台 | 侧式站台 |                                       |